# (200335) 2000 HS18
(200335) 2000 HS18 es un asteroide perteneciente al cinturón de asteroides descubierto el 25 de abril de 2000 por el equipo del Spacewatch desde el Observatorio Nacional de Kitt Peak, Arizona, Estados Unidos.

## Designación y nombre
Designado provisionalmente como 2000 HS18.

## Características orbitales
2000 HS18 está situado a una distancia media del Sol de 2,247 ua, pudiendo alejarse hasta 2,545 ua y acercarse hasta 1,949 ua. Su excentricidad es 0,132 y la inclinación orbital 4,075 grados. Emplea 1230,54 días en completar una órbita alrededor del Sol.

## Características físicas
La magnitud absoluta de 2000 HS18 es 17,1. 